# Leichtathletik-Halleneuropameisterschaften 2017/Teilnehmer (Lettland)
| Gelbes Symbol für Goldmedaillen mit stilisierten Olympischen Ringen | Graues Symbol für Silbermedaillen mit stilisierten Olympischen Ringen | Braundes Symbol für Bronzemedaillen mit stilisierten Olympischen Ringen |
| ------------------------------------------------------------------- | --------------------------------------------------------------------- | ----------------------------------------------------------------------- |
| —                                                                   | —                                                                     | —                                                                       |

Aus Lettland starteten zwei Athletinnen und drei Athleten bei den Leichtathletik-Halleneuropameisterschaften 2017 in Belgrad.
Der lettischen Leichtathletikverband Latvijas Vieglatlētikas savienība (LVS) nannte am 27. Februar die fünf Nominierten.
Austris Karpinskis war ursprünglich für die 400 Meter bestätigt, konnte aber krankheitsbedingt nicht anreisen, und auch Mehrkämpferin Laura Ikauniece-Admidiņa nahm nicht teil.

## Ergebnisse

### Frauen

#### Laufdisziplinen
| Athletin      | Disziplin | Vorlauf     | Vorlauf | Halbfinale                   | Halbfinale                   | Finale             | Finale             |
| Athletin      | Disziplin | Zeit        | Platz   | Zeit                         | Platz                        | Zeit               | Platz              |
| ------------- | --------- | ----------- | ------- | ---------------------------- | ---------------------------- | ------------------ | ------------------ |
| Sindija Bukša | 60 m      | 7,50 s      | 28      | nicht qualifiziert           | nicht qualifiziert           | nicht qualifiziert | nicht qualifiziert |
| Līga Velvere  | 800 m     | 2:06,03 min | 16      | DQ (Bahnübertretung R163.3b) | DQ (Bahnübertretung R163.3b) | nicht qualifiziert | nicht qualifiziert |

### Männer

#### Sprung/Wurf
| Athlet        | Disziplin      | Qualifikation | Qualifikation | Finale             | Finale             |   |
| Athlet        | Disziplin      | Höhe/Weite    | Platz         | Höhe/Weite         | Platz              |   |
| ------------- | -------------- | ------------- | ------------- | ------------------ | ------------------ | - |
| Jānis Vanags  | Hochsprung     | 2,10 m        | 16            | nicht qualifiziert | nicht qualifiziert |   |
| Mareks Ārents | Stabhochsprung | –––           | –––           | 5,60 m SB          | 8                  |   |
| Elvijs Misāns | Weitsprung     | 7,72 m        | 8             | NM                 | –                  | – |
| Elvijs Misāns | Dreisprung     | 16,81 m PB    | 4             | 17,02 m PB         | 4                  |   |